# Le tapis hurle
Pour plus de détails, voir Fiche technique et Distribution.
Le tapis hurle (Il piatto piange), est une comédie à l'italienne en coproduction française réalisée par Paolo Nuzzi (it) et sortie en 1974.
Il s'agit d'une adaptation du roman homonyme de Piero Chiara publié en 1962. Le film a été sélectionné à la Berlinale 1975.

## Synopsis
L'oisiveté, les contrastes, le quotidien d'un groupe d'amis pendant les 20 ans de la période fasciste : ils passent leurs journées (et souvent leurs nuits) à jouer aux cartes sans fin et à courir après les femmes. En toile de fond, le Luino des années 1930 entre blagues, amours, fascisme, prostituées et personnages divers.

## Fiche technique
Sauf indication contraire, les informations mentionnées dans cette section peuvent être confirmées par la base de données cinématographiques Unifrance,  présente dans la section « Liens externes ».
- Titre original italien : Il piatto piange[2]
- Titre français : Le tapis hurle[3]
- Réalisateur : Paolo Nuzzi (it)
- Scénario : Paolo Nuzzi, Maria Pia Sollima et Piero Chiara d'après son roman
- Photographie : Arturo Zavattini
- Montage : Antonio Siciliano (it)
- Musique : Franco Micalizzi, Rudy Knabl, Sandro Blonksteiner
- Décors : Mario Ambrosino (it)
- Costumes : Mario Ambrosino, Angela Parravicini
- Production : Leo Pescarolo, Bino Cicogna, Jacques-Eric Strauss
- Sociétés de production : Euro International Film, Clodio Cinematografica, Président Films
- Pays de production :  Italie •  France
- Langue originale : italien
- Format : couleur par Eastmancolor - Son mono - 35 mm
- Durée : 110 minutes
- Genre : comédie à l'italienne, comédie dramatique
- Dates de sortie :
  - Italie : 14 novembre 1974
  - France : fin 1975

## Distribution
- Aldo Maccione : Mario Tonini, dit « Camola »
- Erminio Macario : Brovelli
- Agostina Belli : Ines
- Andréa Ferréol : chanteuse d'opéra
- Claudio Gora : Dr. Ferri
- Bernard Blier : prévôt
- Daniele Vargas : avocat
- Elisa Mainardi : Wilma Sberzi
- Renato Pinciroli : Remediotti
- Loredana Martinez : Flora
- Nazzareno Natale : homme d'écurie de Bertinelli
- Antonio Spaccatini : tailleur Migliavacca
- Giuseppe Maffioli : hôtelier Sberzi
- Guido Leontini : Spreafico
- Armando Brancia : fédéral Mazza Turconi
- Renato Paracchi : « client » de Bellinzona
- Franco Diogene : barbier Peppino, joueur de table
- Angelo Pellegrino : photographe, joueur de table
- Pier Giovanni Anchisi : facteur, joueur de table
- Piero Chiara : client d'un café avec un journal
- Maria Antonietta Beluzzi : Mamma Rosa
- Franco Barbero (it) : curé adjoint
- Carlo Caffo : soldat fasciste

## Production
Le film est presque entièrement tourné à Orta San Giulio, sur le lac d'Orta, dans le Piémont, tandis que le roman de Chiara se déroule à Luino, sur le lac Majeur.